# Агрегирование (экономика и маркетинг)
Агрегирование в общем смысле — это объединение нескольких элементов в единое целое. Результат агрегирования называют агрегатом.

## В маркетинге
Агрегирование — маркетинговая стратегия, направленная на расширение базы потребителей; сосредотачивает внимание на универсальных потребностях населения и предполагает, что все потребители на конкретном рынке похожи друг на друга и испытывают одинаковые потребности.

## В экономике
Агрегирование
1. укрупнение экономических показателей посредством их объединения в группу. Агрегированные показатели представляют обобщенные, синтетические измерители, объединяющие в одном общем показателе многие частные. Так, например, показатель объема промышленного производства в стране представляет суммарную величину объемов производства всех промышленных предприятий. Агрегирование осуществляется посредством суммирования, группировки или других способов сведения частных показателей в обобщенные;
2. действие, противоположное сегментации рынка, рассмотрение рынка как однородной среды, в которой используются единые маркетинговые приемы.